# Džentlmen

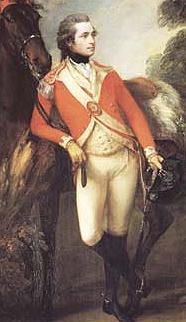
Džentlmen Thomas Gainsborough, 1782

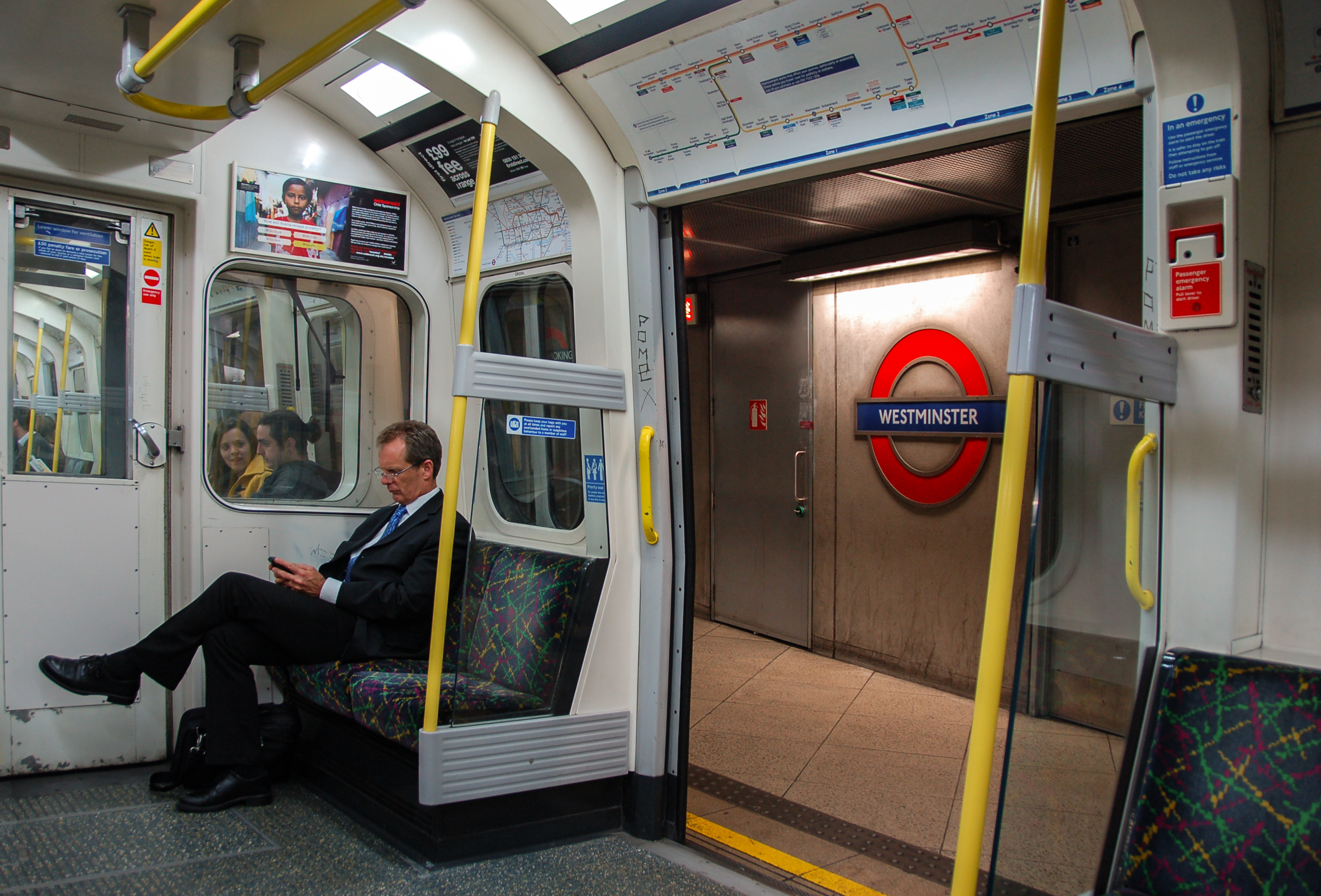
Džentlmen v Londýnském metru.

Džentlmen (český přepis anglického výrazu gentleman, v překladu jemnostpán) je:
- (původní definice) muž nejnižší vrstvy anglické nižší šlechty (výše než yeoman [ˈjəʊmən], ale níže než esquire [ɪˈskwaɪə])
  - (rozšířený, nepřesný význam) muž z urozené rodiny nebo vyššího sociálního postavení.
- (současný význam) muž vybraného chování, chovající se zdvořile a čestně. Nechybí mu sebevědomí, chápe práva druhých, počítá s nimi a je ochoten pomoci jim; lze jej považovat za dědice rytířských ideálů.[1]

Často je však za džentlmena označován i pouze společensky oděný muž (tedy ani urozený, ani zdvořilý), přičemž vznikají spory, zdali vůbec takto může být nazýván.
Slovo podobného významu je kavalír; ženská obdoba džentlmena je pak dáma (anglicky lady [ˈleɪdɪ]).

## Další významy
Termín gentleman se v angličtině také používá v obecném významu muž nebo pán, např. ve zdvořilém oslovení skupiny lidí („Ladies and gentlemen, …“ – „Dámy a pánové, …“) nebo v označení pánských toalet (gentlemen nebo zkráceně gents).
V americké angličtině se slovo gentleman používá rovněž pro poslance nebo člena sněmovny.
Ve Vatikánu je Gentiluomo di sua santità čili Džentlmen Jeho Svatosti vysokým papežským vyznamenáním (titulem), ustanoveným Pavlem VI., jako nejvyšší pocta Svatého stolce pro laické katolíky. Jejich hlavním úkolem je starat se o státní a diplomatické ceremoniály. Patří mezi ně i někteří důstojníci Švýcarské gardy. Odznakem úřadu je řetěz s papežskými insigniemi (tiárou a zkříženými klíči sv. Petra) ze znaku Vatikánu.

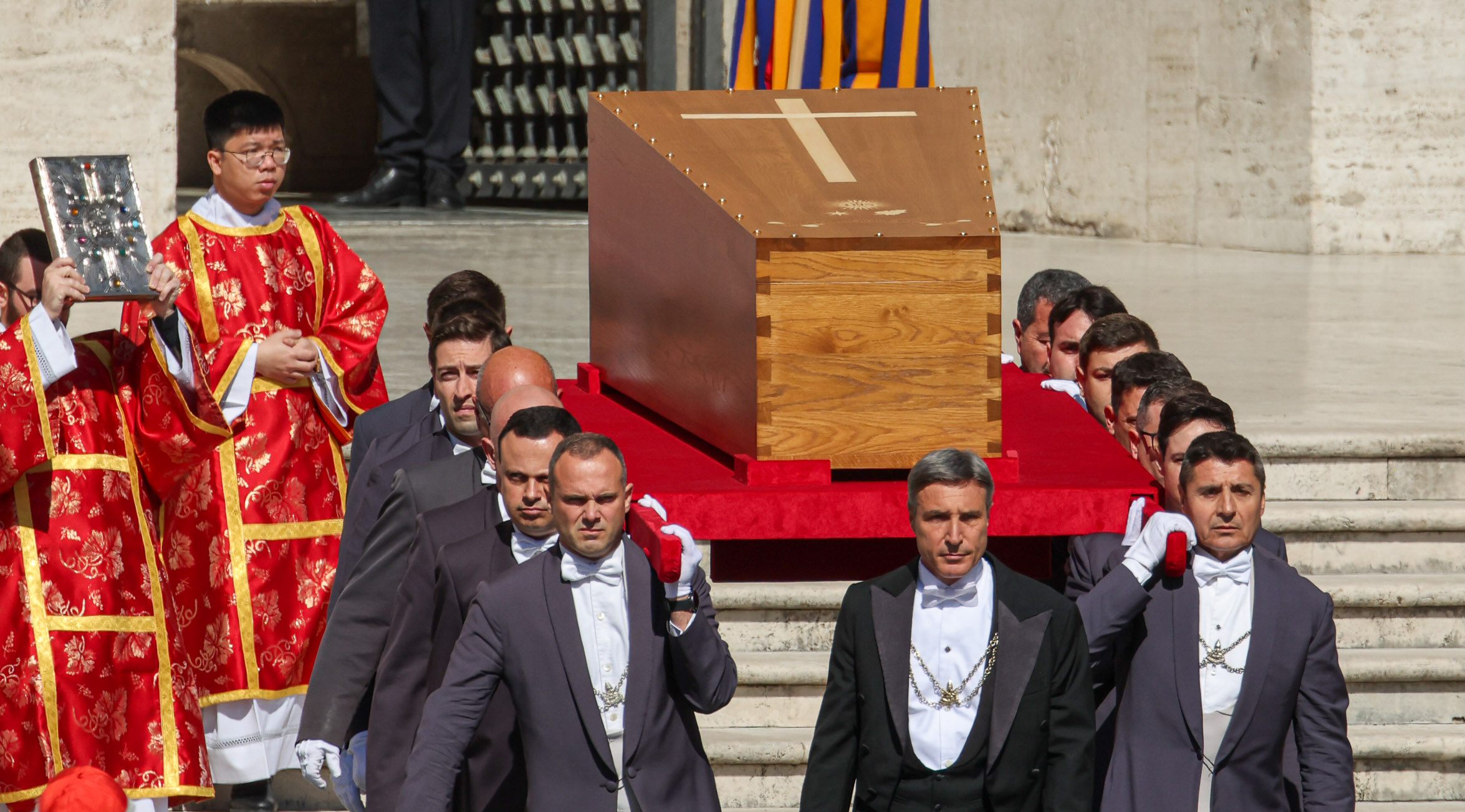
Džentlmeni Jeho Svatosti nesoucí rakev papeže Františka.

## Citáty
Zajímavosti, citáty z anglické tradice:
- Džentlmen je člověk, který nikdy neurazí city druhého.
- Je třeba tří generací k tomu, než vyroste džentlmen.
- Jestliže džentlmen selže, má jako čestný muž jediné východisko: Zavře se v místnosti s láhví koňaku a s pistolí s jedinou kulkou.

Skutečný džentlmen nemá nervy, jeho úsměv je vždy jako kování na rakvi, a mění se ve Zvíře pokaždé, když poodejde Dáma.
Skutečnou Dámou je pak jen ta žena, která nemá Paměť.
André Maurois[zdroj⁠?!]